# Railgun
En railgun er en fuldt elektrisk kanon, som accelererer et elektrisk ledende projektil langs et par metalskinner, der anvender de samme principper som en homopolar motor. Railguns anvender to glidende eller rullende kontakter, som tillader en stor elektrisk strøm at passere gennem projektilet. Denne strøm vekselvirker med et stærk magnetfelt genereret af skinnerne og denne vekselvirkning accelererer projektilet, da kun dette kan bevæge sig.
En railguns karaktertræk er fraværet af klassiske brændende fremdriftsmidler, samt muligheden for at affyre projektilet hurtigere end traditionel skydevåbenteknologi tillader. Derfor vil en railgun også virke fint i et lufttomt rum som f.eks. verdensrummet.
Railguns har længe eksisteret som eksperimentiel og demonstreret teknologi, men er i nyere tid drejet mod at blive en farbar militær teknologi. I de sene 2000'er testede U.S. Navy f.eks. en railgun, som accelererer et 3,2 kg projektil til omkring 2,4 km/s (ca. mach 7).